# Liogluta novicia
Liogluta novicia är en skalbaggsart som först beskrevs av Thomas Casey 1911.  Liogluta novicia ingår i släktet Liogluta och familjen kortvingar. Inga underarter finns listade i Catalogue of Life.